# Le Collier rouge (film)
Pour l’article homonyme, voir Le Collier rouge.
Pour plus de détails, voir Fiche technique et Distribution.
Le Collier rouge est un film de procès français réalisé par Jean Becker, sorti en 2018. 
Il s'agit d'une adaptation cinématographique du roman Le Collier rouge de Jean-Christophe Rufin, paru en 2014.

## Synopsis
Durant l'été 1919, le juge militaire Lantier est envoyé dans une caserne militaire déserte d'une petite ville du Berry, pour interroger Jacques Morlac, un héros de la Première Guerre mondiale retenu prisonnier. Décoré de la Légion d’honneur pour ses exploits sur le front, il est pourtant emprisonné pour avoir déshonoré la nation. Devant la porte de sa cellule, son chien fidèle Guillaume, l'ayant accompagné dans tous ses voyages, aboie jour et nuit.
Morlac raconte au commandant Lantier son parcours, son engagement dans la Première Guerre mondiale, sa guerre, de la Champagne à Salonique dans l'armée d'Orient, du front à la fraternisation dans les tranchées au son de l'Internationale, jusqu'à son arrestation le jour de la fête nationale, où il crée un scandale. De ce fait, il risque une lourde peine.
Les interrogatoires avec l'accusé se transforment en conversations, et le commandant-magistrat Lantier du Grez, austère aristocrate marqué par le conflit, est chargé de statuer sur son sort. Il mène l'enquête auprès de Valentine, la compagne de Morlac, une paysanne cultivée qui espère sa libération, mais aussi auprès des habitants du village susceptibles de lui apporter des éléments qui pourront dénouer cette intrigue. C’est sous forme de flashbacks que se fera la reconstitution de l'énigme.

## Fiche technique
- Réalisation : Jean Becker
- Scénario : Jean Becker, Jean-Loup Dabadie et Jean-Christophe Rufin d'après son roman Le Collier rouge
- Musique : Johan Hoogewijs (en)
- Décors : Thérèse Ripaud
- Costumes : Mahemiti Deregnaucourt
- Casting : Sylvia Allegre
- Photographie : Yves Angelo
- Son : Frédéric Ullmann
- Montage : Franck Nakache
- Stagiaire monteur : Paul Thibaud
- Production : Louis Becker et Claire Maillard
- Directeur de production : Bernard Bolzinger
- Sociétés de production : ICE3, co-production : K.J.B. Production, Apollo Films, France 3 cinéma, Umedia, Canal+, SOFICA : Cofimage 28, Manon 7
- Société de distribution : Apollo Films
- Genre : Film dramatique
- Durée : 83 minutes
- Dates de sortie : 
  - France : 28 mars 2018

## Distribution
- François Cluzet : Lantier
- Nicolas Duvauchelle : Morlac
- Sophie Verbeeck : Valentine
- Jean-Quentin Châtelain : Dujeux
- Patrick Descamps : Gabarre
- Tobias Nuytten : Paul
- Maurane : la patronne
- Roxane Arnal : Perrine
- Frans Boyer : Loubiot
- Claude Aufaure : l'avoué
- Véronique Nordey : la vieille dame
- Sacha Bourdo : le soldat russe
- Serge Feuillard : général
- Jean-Luc Kayser : l'officier
- Gilles Vandeweerd : Louis
- Surho Sugaipov : Afoninov, le soldat russe qui parle français
- Jeager: Guillaume, le beauceron.

## Production
Les scènes ferroviaires ont été tournées à la rotonde des locomotives de Longueville avec le matériel du musée vivant du chemin de fer de l'Association de jeunes pour l'entretien et la conservation des trains d'autrefois.
D'autres parties de ce film ont été tournées au fort de Cormeilles en Parisis.

## Autour du film
- Il s'agit d'une adaptation cinématographique du roman Le Collier rouge de Jean-Christophe Rufin, paru en 2014 et couronné du Prix Maurice-Genevoix[2].
- C'est le dernier film dans lequel la chanteuse belge Maurane joue.